# فینکنتال
فینکنتال (به آلمانی: Finkenthal) یک شهر در آلمان است که در Rostock District واقع شده‌است. فینکنتال ۳۲۳ نفر جمعیت دارد.